# Németországi forgalmi rendszámok
A német rendszámtáblák (németül: Kraftfahrzeug-Kennzeichen vagy hétköznapibb nyelven Nummernschilder) azt jelölik, hogy az adott járművet melyik területen regisztrálták. Ha egy motoros jármű tulajdonosa megváltoztatja Németországon belül az állandó lakhelyét, vagy más járásból, városból vesz járművet, annak megfelelően meg kell változtatnia a jármű dokumentumait. Ebben az eljárásban a tulajdonos dönthet úgy, hogy új rendszámtáblát igényel, vagy akár meg is tarthatja az eddig használt jelzéseket. Hessen, Schleswig-Holstein, Brandenburg, Szászország, Türingia és Észak-Rajna-Vesztfália voltak azon első államok, melyek törvényei szerint a tulajdonosoknak nem kellett lecserélniük a rendszámtáblát, ha az államon belül költöznek el. Azóta a szövetségi kormány is hasonló szabályozást fogadott el, mely 2015. január 1-től hatályos. Innentől kezdve már nem lehet a rendszámtábla alapján ránézésről megmondani, hogy hol van a tulajdonos lakóhelye. Ennek ellenére mind a mai napig nagyon népszerű játék, még gyermekek körében is Németországban, hogy utazás közben ki kell találni, „honnan jött az az autó”.
Van egy olyan lehetőség is, hogy ideiglenes rendszámtáblát regisztrálnak (például motoroknál), mikor a közutakat az évnek csak egy bizonyos szakaszában akarják használni. Bár az ideiglenes rendszámot csak a rajtuk feltüntetett időszakban szabad használni, és ha hosszabb ideig akarják használni, akkor új rendszámot kell venni, az állandó rendszámoknak nincs lejárati idejük. Németországban a gépjárműadót a rendszámtáblától függetlenül, a bankszámláról történő közvetlen levonással fizetik ki.
A rendszámtáblákat nem a regisztrációs iroda készíti, hanem harmadik fél, profitorientált vállalat, mely az irodával megegyező vagy ahhoz nagyon közel fekvő helységben üzemel. A sikeres regisztrációt követően a jelentkező csak egy papírdarabot kap, amit bármelyik, rendszámtáblákat forgalmazó boltban leadhat. Néhány helyen a környéken több olyan üzlet is van, ahol ezeket a rendszámokat el lehet készíttetni, s minél messzebb van a bolt a regisztrációs irodától, általában annál olcsóbb az adott helyen a rendszám. Ahogy ezek a rendszámtáblák – általában néhány perc alatt – elkészülnek, az igénylőnek vissza kell mennie az irodába, ahol kifizeti az eljárás díját, megkapja a biztonsági pecsétet és a biztonsági matricát, majd ezek felhelyezése után forgalomba lehet állni az új rendszámtáblával.

## Formátum

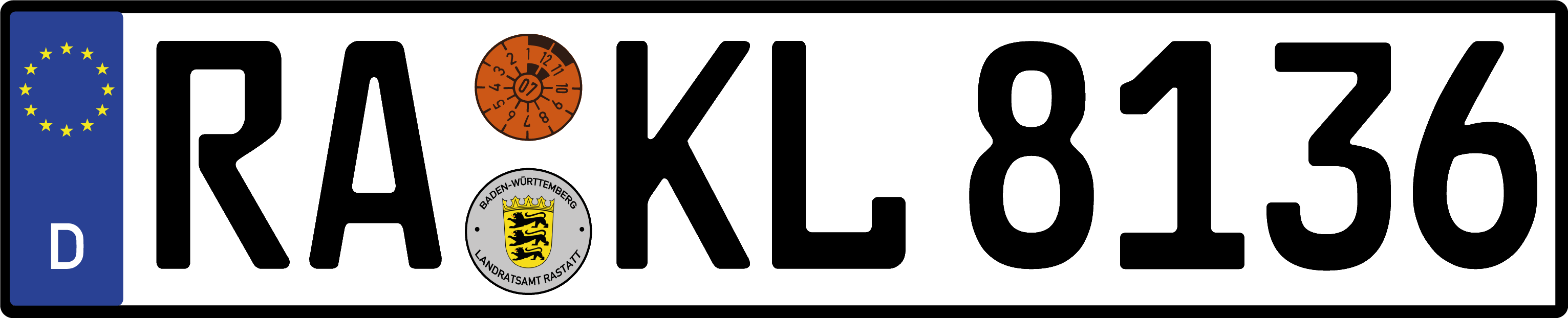
Az 1994 utáni német rendszámtábla (FE-stílus)

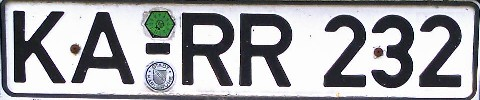
Az 1994 előtti német rendszámtábla-formátum (DIN-stílus), még mindig használatban

Német járások és rendszámtábla-kódjuk térképen

A jelenlegi német rendszámtáblák kinézete 1994 óta változatlan. Ahogy az Európai Unió legtöbb országában, így itt is kék alapon fehérrel írva az országkóddal kezdődik a sor (D Németország német nevének németül: Deutschland = Németország rövidítéséből), az Európai Unió zászlaja (kék alapon körbe elrendezve 12 sárga csillag) szerepel rajta.
A rendszámtábla többi része feketével van nyomtatva, fehér háttérre. Az országkód után egy-, két- vagy hárombetűs jelzés szerepel, ami azt mutatja meg, melyik városban/járásban regisztrálták az autót. Például B Berlin jele. Ezek a kódok régebben megegyeztek a német járások jeleivel. 2013 óta már egykori járások is kaptak jelzéseket. Néhány esetben a városi járások és a környező települések ugyanazt a jelet használják. Az ilyen esetekben az ezt követő betűk és számok mennyisége eltér a városon kívül és belül. Például Straubing esetében (SR) egy betű van a kód után (SR-A 123). Az ezt körülvevő  németül: Straubing-Bogen esetében két betű (SR-AB 123) áll a kód után. Ezt a rendszert azonban csak kevés városban használják, egyre több helyen nem tesznek különbséget a város és az azt körülvevő járás között. Ilyen példa többek között németül: Regensburg és az azt körülvevő Regenburg járás csak 2007 óta használ külön rendszert. 
A városok/járások kódjának a hossza általában összefüggésben van a területen élők lélekszámával. Emögött az az elképzelés áll, hogy minden jelzés ugyanolyan hosszú legyen, ne legyenek túlnyúlások. A nagyobb járásoknak ugyanis a több lakó miatt több jel állna a területjelek után. A legnagyobb német városoknak általában egy betű a jele (B=Berlin, M=München, K=Köln, F=Frankfurt, L=Lipcse németül: Leipzig, S=Stuttgart), a legtöbb többi német járásnak két- vagy hárombetűs a kódja. Tehát a városokról és az egybetűs járásokról azt feltételezik, hogy nagyobbak és fontosabbak. Így sok járás próbálkozik minél rövidebb jelzést szerezni magának.
Vannak azonban kivételek is. Ilyen például Németország második legnagyobb városa, Hamburg (HH, németül: Hansestadt Hamburg, mert történelmileg a Hanza-szövetséghez tartoztak, és ez már 1906 és 1945 között szerepelt is náluk mint elöljáró. Hasonló a története Brémának és Bremerhavennek is, melyek Bréma Szabad Hanza Városhoz tartoznak, és közös HB előtagot használnak (1906–1947-ben, majd 1950 után ismét). Ezeket az utánuk használt betűk és számok darabszáma különbözteti meg. 
1956-ban Lübeck szintén visszakapta régen használt HL előtagját, melyet 1906 és 1937 között már használt, amikor megszűnt az államisága. Az imént említett három északnyugati városhoz hasonlóan, de történelmi előzmények nélkül négy északkeleti Hanza-város, Greifswald, Rostock, Stralsund és Wismar is a HGW, HRO, HST and HWI mellett döntött, mert a HG (németül: Hochtaunuskreis és németül: Bad Homburg vor der Höhe), HR (németül: Schwalm-Eder-Kreis, Homberg), HS (németül: Kreis Heinsberg) és HW (németül: Kreis Halle Vesztfália) már ki voltak osztva nyugatnémet járásoknak.
Több nyugatnémet városnak az  előtagja a központjukból származik. Ilyen németül: Ammerland (WST, németül: Westerstede után), németül: Dithmarschen (HEI, németül: Heide in Dithmarschen után), németül: Harburg (WL, németül: Winsen an der németül: Luhe után), németül: Herzogtum Lauenburg (RZ, németül: Ratzeburg után) stb.

### Területi betűkódok
A standard német rendszámok chip előtti karakterei területkódok. Az adott város vagy járás méretétől függően egy-három betűs területkód jelenhet meg a rendszámokon, ez az első karaktercsoport. Mindegyik rendszámon az adott szövetségi tartomány (Bundesland) pecsétje látható. Tartományonként a következők lehetnek:

#### A
- A00 - Augusburg (város + járás)
- AA0 - Aalen
- AB0 - Aschaffenburg (város + járás)

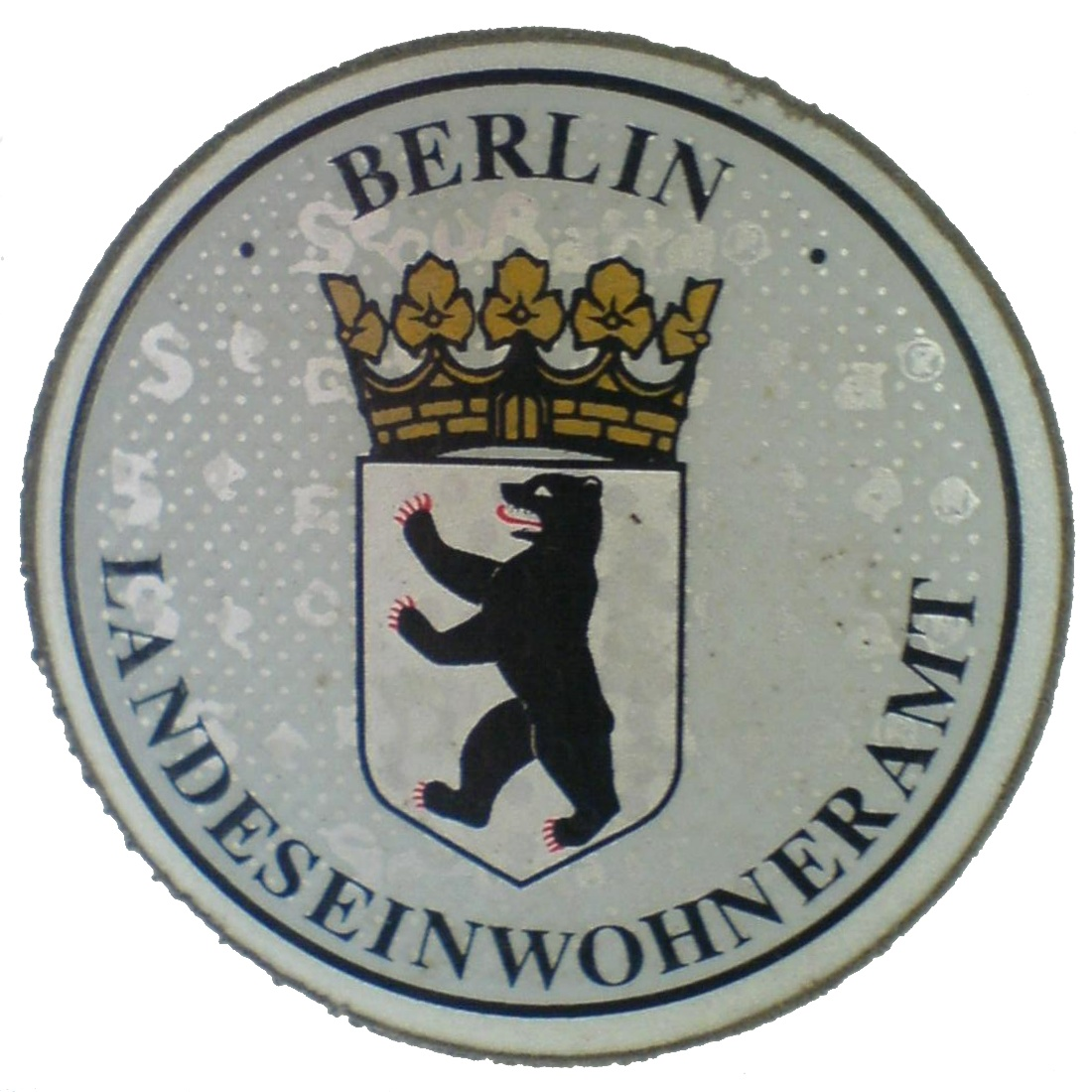

- ABG - Altenburger Land
- ABI - Anhalt-Bitterfeld
- B - Berlin

| Rövidítés | Város/Járás                                                         | a rövidítés származása | Tartomány              |
| --------- | ------------------------------------------------------------------- | ---------------------- | ---------------------- |
| A         | Augsburg (AA–ZZ 100–999 und 5000–9999)*                             | Augsburg               | Bayern                 |
| A         | Landkreis Augsburg (sonst)*                                         | Augsburg               | Bayern                 |
| AA        | Ostalbkreis                                                         | AAlen                  | Baden-Württemberg      |
| AB        | Stadt Aschaffenburg (sonst)*                                        | AschaffenBurg          | Bayern                 |
| AB        | Landkreis Aschaffenburg (AA–ZZ 100–9999)*                           | AschaffenBurg          | Bayern                 |
| ABG       | Landkreis Altenburger Land                                          | AltenBurG              | Thüringen              |
| ABI       | Landkreis Anhalt-Bitterfeld                                         | Anhalt, BItterfeld     | Sachsen-Anhalt         |
| AC        | Städteregion Aachen                                                 | AaChen                 | Nordrhein-Westfalen    |
| AE        | Vogtlandkreis                                                       | AuErbach               | Sachsen                |
| AH        | Kreis Borken                                                        | AHaus                  | Nordrhein-Westfalen    |
| AIB       | Landkreis München (Q 10–9999)                                       | AIBling                | Bayern                 |
| AIB       | Landkreis Rosenheim (sonst)                                         | AIBling                | Bayern                 |
| AIC       | Landkreis Aichach-Friedberg                                         | AIChach                | Bayern                 |
| AK        | Landkreis Altenkirchen (Westerwald)                                 | AltenKirchen           | Rheinland-Pfalz        |
| ALF       | Landkreis Hildesheim                                                | ALFeld                 | Niedersachsen          |
| ALZ       | Landkreis Aschaffenburg                                             | ALZenau                | Bayern                 |
| AM        | Stadt Amberg                                                        | AMberg                 | Bayern                 |
| AN        | Stadt Ansbach (sonst)*                                              | ANsbach                | Bayern                 |
| AN        | Landkreis Ansbach (AA–ZZ 100–999)*                                  | ANsbach                | Bayern                 |
| ANA       | Erzgebirgskreis                                                     | ANnAberg               | Sachsen                |
| ANG       | Landkreis Uckermark                                                 | ANGermünde             | Brandenburg            |
| ANK       | Landkreis Vorpommern-Greifswald ohne die Stadt Greifswald           | ANKlam                 | Mecklenburg-Vorpommern |
| AÖ        | Landkreis Altötting                                                 | AltÖtting              | Bayern                 |
| AP        | Landkreis Weimarer Land                                             | APolda                 | Thüringen              |
| APD       | Landkreis Weimarer Land                                             | APolDa                 | Thüringen              |
| ARN       | Ilm-Kreis                                                           | ARNstadt               | Thüringen              |
| ART       | Kyffhäuserkreis                                                     | ARTern                 | Thüringen              |
| AS        | Landkreis Amberg-Sulzbach                                           | Amberg, Sulzbach       | Bayern                 |
| ASL       | Salzlandkreis                                                       | ASchersLeben           | Sachsen-Anhalt         |
| ASZ       | Erzgebirgskreis                                                     | Aue, SchwarZenberg     | Sachsen                |
| AT        | Landkreis Mecklenburgische Seenplatte ohne die Stadt Neubrandenburg | AltenTreptow           | Mecklenburg-Vorpommern |
| AU        | Erzgebirgskreis                                                     | AUe                    | Sachsen                |
| AUR       | Landkreis Aurich                                                    | AURich                 | Niedersachsen          |
| AW        | Landkreis Ahrweiler                                                 | AhrWeiler              | Rheinland-Pfalz        |
| AZ        | Landkreis Alzey-Worms                                               | AlZey                  | Rheinland-Pfalz        |
| AZE       | Landkreis Anhalt-Bitterfeld                                         | Anhalt-ZErbst          | Sachsen-Anhalt         |

### B
| Rövidítés | Város/Járás | a rövidítés származása                           | Tartomány              |
| --------- | --- | ------------------------------------------------ | ---------------------- |
| B         | Stadt Berlin | Berlin                                           | Berlin                 |
| B         | Berlin, Senat und Abgeordnetenhaus | Berlin                                           | Berlin                 |
| B         | Diplomaten | Berlin                                           | Berlin                 |
| BA        | Stadt Bamberg | BAmberg                                          | Bayern                 |
| BA        | Landkreis Bamberg | BAmberg                                          | Bayern                 |
| BAD       | Stadt Baden-Baden | BADen-Baden                                      | Baden-Württemberg      |
| BAR       | Landkreis Barnim | BARnim                                           | Brandenburg            |
| BB        | Landkreis Böblingen | BöBlingen                                        | Baden-Württemberg      |
| BBG       | Salzlandkreis | BernBurG                                         | Sachsen-Anhalt         |
| BBL       | Brandenburg, Landesregierung, Landtag und Polizei[2]                                                                                           | BrandenBurgische Landesregierung                 | Brandenburg            |
| BC        | Landkreis Biberach | BiberaCh                                         | Baden-Württemberg      |
| BCH       | Neckar-Odenwald-Kreis | BuCHen                                           | Baden-Württemberg      |
| BD        | Deutscher Bundestag, Bundesrat, Bundespräsidialamt, Bundesregierung, Bundesministerien, Bundesfinanzverwaltung und Bundesverfassungsgericht[2] | BundesDienst[3]                                  | bundesweit             |
| BE        | Kreis Warendorf | BEckum                                           | Nordrhein-Westfalen    |
| BED       | Landkreis Mittelsachsen | Brand-ErbisDorf                                  | Sachsen                |
| BER       | Landkreis Barnim | BERnau                                           | Brandenburg            |
| BF        | Kreis Steinfurt | BurgsteinFurt                                    | Nordrhein-Westfalen    |
| BGD       | Landkreis Berchtesgadener Land | BerchtesGaDen                                    | Bayern                 |
| BGL       | Landkreis Berchtesgadener Land | BerchtesGadener Land                             | Bayern                 |
| BH        | Ortenaukreis (F 7000–7999, N 8000–8999, O 2000–2999, OF 1–6999, OG 9000–9999, OK 3000–3999 und OP 1–4999)                                      | BüHl                                             | Baden-Württemberg      |
| BH        | Landkreis Rastatt (sonst) | BüHl                                             | Baden-Württemberg      |
| BI        | Stadt Bielefeld | BIelefeld                                        | Nordrhein-Westfalen    |
| BID       | Landkreis Marburg-Biedenkopf | BIeDenkopf                                       | Hessen                 |
| BIN       | Landkreis Mainz-Bingen | BINgen                                           | Rheinland-Pfalz        |
| BIR       | Landkreis Birkenfeld | BIRkenfeld                                       | Rheinland-Pfalz        |
| BIT       | Eifelkreis Bitburg-Prüm | BITburg                                          | Rheinland-Pfalz        |
| BIW       | Landkreis Bautzen | BIschofsWerda                                    | Sachsen                |
| BK        | Rems-Murr-Kreis (N 1-Z 99 A–Z 1000–9999 und AA–PZ 1–99)*                                                                                       | BacKnang                                         | Baden-Württemberg      |
| BK        | Landkreis Schwäbisch Hall (A 1-M 99 ohne B, F, G und I, RA 1-ZZ 99 ohne B, F, G, I, O und Q, TA 1000-ZZ 9999)                                  | BacKnang                                         | Baden-Württemberg      |
| BK        | Landkreis Börde (AA–ZZ 100–999, AA-SZ 1000-9999)                                                                                               | Börde(Kreis)                                     | Sachsen-Anhalt         |
| BKS       | Landkreis Bernkastel-Wittlich | BernKaStel                                       | Rheinland-Pfalz        |
| BL        | Zollernalbkreis | BaLingen                                         | Baden-Württemberg      |
| BLB       | Kreis Siegen-Wittgenstein | BerLeBurg                                        | Nordrhein-Westfalen    |
| BLK       | Burgenlandkreis | BurgenLandKreis                                  | Sachsen-Anhalt         |
| BM        | Rhein-Erft-Kreis | BergheiM                                         | Nordrhein-Westfalen    |
| BN        | Stadt Bonn | BonN                                             | Nordrhein-Westfalen    |
| BN        | Diplomaten | BonN                                             | Nordrhein-Westfalen    |
| BNA       | Landkreis Leipzig | BorNA                                            | Sachsen                |
| BO        | Stadt Bochum | BOchum                                           | Nordrhein-Westfalen    |
| BÖ        | Landkreis Börde | BÖrde                                            | Sachsen-Anhalt         |
| BOG       | Landkreis Straubing-Bogen | BOGen                                            | Bayern                 |
| BOH       | Kreis Borken | BOcHolt                                          | Nordrhein-Westfalen    |
| BOR       | Kreis Borken | BORken                                           | Nordrhein-Westfalen    |
| BOT       | Stadt Bottrop | BOTtrop                                          | Nordrhein-Westfalen    |
| BP        | Bundespolizei | BundesPolizei                                    | bundesweit             |
| BRA       | Landkreis Wesermarsch | BRAke                                            | Niedersachsen          |
| BRB       | Stadt Brandenburg an der Havel | BRandenBurg                                      | Brandenburg            |
| BRG       | Landkreis Jerichower Land | BuRG                                             | Sachsen-Anhalt         |
| BRK       | Landkreis Bad Kissingen | BRücKenau                                        | Bayern                 |
| BRL       | Landkreis Goslar | BRaunLage                                        | Niedersachsen          |
| BRV       | Landkreis Rotenburg (Wümme) | BRemerVörde                                      | Niedersachsen          |
| BS        | Stadt Braunschweig (sonst) | BraunSchweig                                     | Niedersachsen          |
| BS        | Polizeidirektion Braunschweig (PD 100–9999) | BraunSchweig                                     | Niedersachsen          |
| BSB       | Landkreis Osnabrück | BerSenBrück                                      | Niedersachsen          |
| BSK       | Landkreis Oder-Spree | BeeSKow                                          | Brandenburg            |
| BT        | Stadt Bayreuth | BayreuTh                                         | Bayern                 |
| BT        | Landkreis Bayreuth | BayreuTh                                         | Bayern                 |
| BTF       | Landkreis Anhalt-Bitterfeld | BitTerFeld                                       | Sachsen-Anhalt         |
| BÜD       | Wetteraukreis | BÜDingen                                         | Hessen                 |
| BUL       | Landkreis Amberg-Sulzbach (B, F und G 1–999)                                                                                                   | BUrgLengenfeld                                   | Bayern                 |
| BUL       | Landkreis Schwandorf (sonst) | BUrgLengenfeld                                   | Bayern                 |
| BÜR       | Kreis Paderborn | BÜRen                                            | Nordrhein-Westfalen    |
| BÜS       | Gemeinde Büsingen am Hochrhein (Gemeinde im Landkreis Konstanz, deutsche Exklave in der Schweiz) (A und Z 1–999)                               | BÜSingen                                         | Baden-Württemberg      |
| BÜZ       | Landkreis Rostock | BÜtZow                                           | Mecklenburg-Vorpommern |
| BW        | Wasserstraßen- und Schifffahrtsverwaltung des Bundes                                                                                           | Bundes-Wasserstraßen- und Schifffahrtsverwaltung | bundesweit             |
| BWL       | Baden-Württemberg, Landesregierung, Landtag und Polizei[2]                                                                                     | Baden-Württembergischer Landtag                  | Baden-Württemberg      |
| BYL       | Bayern, Landesregierung und Landtag | BaYerischer Landtag                              | Bayern                 |
| BZ        | Landkreis Bautzen | BautZen                                          | Sachsen                |

### C
| Rövidítés | Város/Járás                                                                | a rövidítés származása | Tartomány           |
| --------- | -------------------------------------------------------------------------- | ---------------------- | ------------------- |
| C         | Stadt Chemnitz                                                             | Chemnitz               | Sachsen             |
| CA        | Landkreis Oberspreewald-Lausitz                                            | CAlau                  | Brandenburg         |
| CAS       | Kreis Recklinghausen                                                       | CAStrop                | Nordrhein-Westfalen |
| CB        | Stadt Cottbus                                                              | CottBus                | Brandenburg         |
| CE        | Landkreis Celle                                                            | CElle                  | Niedersachsen       |
| CHA       | Landkreis Cham                                                             | CHAm                   | Bayern              |
| CLP       | Landkreis Cloppenburg                                                      | CLopPenburg            | Niedersachsen       |
| CLZ       | Landkreis Goslar                                                           | CLausthal-Zellerfeld   | Niedersachsen       |
| CO        | Stadt Coburg und Landkreis Coburg (→ Zweckverband Zulassungsstelle Coburg) | COburg                 | Bayern              |
| COC       | Landkreis Cochem-Zell                                                      | COChem                 | Rheinland-Pfalz     |
| COE       | Kreis Coesfeld                                                             | COEsfeld               | Nordrhein-Westfalen |
| CR        | Landkreis Schwäbisch Hall                                                  | CRailsheim             | Baden-Württemberg   |
| CUX       | Landkreis Cuxhaven                                                         | CUXhaven               | Niedersachsen       |
| CW        | Landkreis Calw                                                             | CalW                   | Baden-Württemberg   |

### D
| Rövidítés | Város/Járás                                                         | a rövidítés származása     | Tartomány              |
| --------- | ------------------------------------------------------------------- | -------------------------- | ---------------------- |
| D         | Stadt Düsseldorf                                                    | Düsseldorf                 | Nordrhein-Westfalen    |
| DA        | Landkreis Darmstadt-Dieburg und Stadt Darmstadt                     | DArmstadt                  | Hessen                 |
| DAH       | Landkreis Dachau                                                    | DAcHau                     | Bayern                 |
| DAN       | Landkreis Lüchow-Dannenberg                                         | DANnenberg                 | Niedersachsen          |
| DAU       | Landkreis Vulkaneifel                                               | DAUn                       | Rheinland-Pfalz        |
| DBR       | Landkreis Rostock                                                   | DoBeRan                    | Mecklenburg-Vorpommern |
| DD        | Stadt Dresden (sonst)                                               | DresDen                    | Sachsen                |
| DD        | Polizei Sachsen (Q 1000–9999)                                       | DresDen                    | Sachsen                |
| DE        | Stadt Dessau-Roßlau                                                 | DEssau                     | Sachsen-Anhalt         |
| DEG       | Landkreis Deggendorf                                                | DEGgendorf                 | Bayern                 |
| DEL       | Stadt Delmenhorst                                                   | DELmenhorst                | Niedersachsen          |
| DGF       | Landkreis Dingolfing-Landau                                         | DinGolFing                 | Bayern                 |
| DH        | Landkreis Diepholz                                                  | DiepHolz                   | Niedersachsen          |
| DI        | Landkreis Darmstadt-Dieburg                                         | DIeburg                    | Hessen                 |
| DIL       | Lahn-Dill-Kreis ohne die Stadt Wetzlar                              | DILlenburg                 | Hessen                 |
| DIN       | Kreis Wesel                                                         | DINslaken                  | Nordrhein-Westfalen    |
| DIZ       | Rhein-Lahn-Kreis                                                    | DIeZ                       | Rheinland-Pfalz        |
| DKB       | Landkreis Ansbach                                                   | DinKelsBühl                | Bayern                 |
| DL        | Landkreis Mittelsachsen                                             | DöbeLn                     | Sachsen                |
| DLG       | Landkreis Dillingen an der Donau                                    | DilLinGen                  | Bayern                 |
| DM        | Landkreis Mecklenburgische Seenplatte ohne die Stadt Neubrandenburg | DemMin                     | Mecklenburg-Vorpommern |
| DN        | Kreis Düren                                                         | DüreN                      | Nordrhein-Westfalen    |
| DO        | Stadt Dortmund                                                      | DOrtmund                   | Nordrhein-Westfalen    |
| DON       | Landkreis Donau-Ries                                                | DONauwörth                 | Bayern                 |
| DU        | Stadt Duisburg                                                      | DUisburg                   | Nordrhein-Westfalen    |
| DUD       | Landkreis Göttingen ohne die Stadt Göttingen                        | DUDerstadt                 | Niedersachsen          |
| DÜW       | Landkreis Bad Dürkheim                                              | DÜrkheim an der Weinstraße | Rheinland-Pfalz        |
| DW        | Landkreis Sächsische Schweiz-Osterzgebirge                          | DippoldisWalde             | Sachsen                |
| DZ        | Landkreis Nordsachsen                                               | DelitZsch                  | Sachsen                |

### E
| Rövidítés | Város/Járás                                           | a rövidítés származása | Tartomány           |
| --------- | ----------------------------------------------------- | ---------------------- | ------------------- |
| E         | Stadt Essen                                           | Essen                  | Nordrhein-Westfalen |
| EA        | Stadt Eisenach                                        | EisenAch               | Thüringen           |
| EB        | Landkreis Nordsachsen                                 | EilenBurg              | Sachsen             |
| EBE       | Landkreis Ebersberg                                   | EBErsberg              | Bayern              |
| EBN       | Landkreis Haßberge                                    | EBerN                  | Bayern              |
| EBS       | Landkreis Bayreuth (N–Z 1–999)                        | EBermannStadt          | Bayern              |
| EBS       | Landkreis Forchheim (sonst)                           | EBermannStadt          | Bayern              |
| EBS       | Landkreis Kulmbach (A–M 1–999)                        | EBermannStadt          | Bayern              |
| ECK       | Kreis Rendsburg-Eckernförde                           | ECKernförde            | Schleswig-Holstein  |
| ED        | Landkreis Erding                                      | ErDing                 | Bayern              |
| EE        | Landkreis Elbe-Elster                                 | Elbe, Elster           | Brandenburg         |
| EF        | Stadt Erfurt                                          | ErFurt                 | Thüringen           |
| EG        | Landkreis Rottal-Inn                                  | EGgenfelden            | Bayern              |
| EH        | Landkreis Oder-Spree                                  | EisenHüttenstadt       | Brandenburg         |
| EI        | Landkreis Eichstätt                                   | EIchstätt              | Bayern              |
| EIC       | Landkreis Eichsfeld                                   | EIChsfeld              | Thüringen           |
| EIL       | Landkreis Mansfeld-Südharz                            | EIsLeben               | Sachsen-Anhalt      |
| EIN       | Landkreis Northeim                                    | EINbeck                | Niedersachsen       |
| EIS       | Saale-Holzland-Kreis                                  | EISenberg              | Thüringen           |
| EL        | Landkreis Emsland                                     | EmsLand                | Niedersachsen       |
| EM        | Landkreis Emmendingen                                 | EMmendingen            | Baden-Württemberg   |
| EMD       | Stadt Emden                                           | EMDen                  | Niedersachsen       |
| EMS       | Rhein-Lahn-Kreis                                      | EMS                    | Rheinland-Pfalz     |
| EN        | Ennepe-Ruhr-Kreis                                     | ENnepe                 | Nordrhein-Westfalen |
| ER        | Stadt Erlangen                                        | ERlangen               | Bayern              |
| ERB       | Odenwaldkreis                                         | ERBach                 | Hessen              |
| ERH       | Landkreis Erlangen-Höchstadt                          | ERlangen, Höchstadt    | Bayern              |
| ERK       | Kreis Heinsberg                                       | ERKelenz               | Nordrhein-Westfalen |
| ERZ       | Erzgebirgskreis                                       | ERZgebirge             | Sachsen             |
| ES        | Landkreis Esslingen                                   | ESslingen              | Baden-Württemberg   |
| ESB       | Landkreis Amberg-Sulzbach (B, F, G, I, O und Q 1–999) | ESchenBach             | Bayern              |
| ESB       | Landkreis Bayreuth (AT, BT, CT, DT, … YT und ZT 1–99) | ESchenBach             | Bayern              |
| ESB       | Landkreis Neustadt an der Waldnaab (sonst)            | ESchenBach             | Bayern              |
| ESB       | Landkreis Nürnberger Land (N 1–999)                   | ESchenBach             | Bayern              |
| ESW       | Werra-Meißner-Kreis                                   | ESchWege               | Hessen              |
| EU        | Kreis Euskirchen                                      | EUskirchen             | Nordrhein-Westfalen |
| EW        | Landkreis Barnim                                      | EbersWalde             | Brandenburg         |

### F
| Rövidítés | Város/Járás                                                    | a rövidítés származása | Tartomány          |
| --------- | -------------------------------------------------------------- | ---------------------- | ------------------ |
| F         | Stadt Frankfurt am Main                                        | Frankfurt              | Hessen             |
| FB        | Wetteraukreis                                                  | FriedBerg              | Hessen             |
| FD        | Landkreis Fulda                                                | FulDa                  | Hessen             |
| FDB       | Landkreis Aichach-Friedberg                                    | FrieDBerg              | Bayern             |
| FDS       | Landkreis Freudenstadt                                         | FreuDenStadt           | Baden-Württemberg  |
| FEU       | Landkreis Ansbach                                              | FEUchtwangen           | Bayern             |
| FF        | Stadt Frankfurt (Oder)                                         | FrankFurt              | Brandenburg        |
| FFB       | Landkreis Fürstenfeldbruck                                     | FürstenFeldBruck       | Bayern             |
| FG        | Landkreis Mittelsachsen                                        | FreiberG               | Sachsen            |
| FI        | Landkreis Elbe-Elster                                          | FInsterwalde           | Brandenburg        |
| FKB       | Landkreis Waldeck-Frankenberg                                  | FranKenBerg            | Hessen             |
| FL        | Stadt Flensburg                                                | FLensburg              | Schleswig-Holstein |
| FLÖ       | Landkreis Mittelsachsen                                        | FLÖha                  | Sachsen            |
| FN        | Bodenseekreis                                                  | FriedrichshafeN        | Baden-Württemberg  |
| FO        | Landkreis Forchheim                                            | FOrchheim              | Bayern             |
| FOR       | Landkreis Spree-Neiße                                          | FORst                  | Brandenburg        |
| FR        | Stadt Freiburg im Breisgau (AA–MZ 100–999 und NA–ZZ 100–9999)* | FReiburg               | Baden-Württemberg  |
| FR        | Landkreis Breisgau-Hochschwarzwald (sonst)*                    | FReiburg               | Baden-Württemberg  |
| FRG       | Landkreis Freyung-Grafenau                                     | FReyung, Grafenau      | Bayern             |
| FRI       | Landkreis Friesland                                            | FRIesland              | Niedersachsen      |
| FRW       | Landkreis Märkisch-Oderland                                    | FReienWalde            | Brandenburg        |
| FS        | Landkreis Freising                                             | FreiSing               | Bayern             |
| FT        | Stadt Frankenthal (Pfalz)                                      | FrankenThal            | Rheinland-Pfalz    |
| FTL       | Landkreis Sächsische Schweiz-Osterzgebirge                     | FreiTaL                | Sachsen            |
| FÜ        | Stadt Fürth (AA–ZZ 100–999)*                                   | FÜrth                  | Bayern             |
| FÜ        | Landkreis Fürth (sonst)*                                       | FÜrth                  | Bayern             |
| FÜS       | Landkreis Ostallgäu                                            | FÜSsen                 | Bayern             |
| FW        | Landkreis Oder-Spree                                           | FürstenWalde           | Brandenburg        |
| FZ        | Schwalm-Eder-Kreis                                             | FritZlar               | Hessen             |

### G
| Rövidítés | Város/Járás                                                                                  | a rövidítés származása | Tartomány              |
| --------- | -------------------------------------------------------------------------------------------- | ---------------------- | ---------------------- |
| G         | Stadt Gera                                                                                   | Gera                   | Thüringen              |
| GA        | Altmarkkreis Salzwedel                                                                       | GArdelegen             | Sachsen-Anhalt         |
| GAN       | Landkreis Northeim                                                                           | GANdersheim            | Niedersachsen          |
| GAP       | Landkreis Garmisch-Partenkirchen                                                             | GArmisch-Partenkirchen | Bayern                 |
| GC        | Landkreis Zwickau                                                                            | GlauChau               | Sachsen                |
| GD        | Ostalbkreis                                                                                  | GmünD                  | Baden-Württemberg      |
| GDB       | Landkreis Nordwestmecklenburg                                                                | GaDeBusch              | Mecklenburg-Vorpommern |
| GE        | Stadt Gelsenkirchen                                                                          | GElsenkirchen          | Nordrhein-Westfalen    |
| GEL       | Kreis Kleve                                                                                  | GELdern                | Nordrhein-Westfalen    |
| GEO       | Landkreis Haßberge (A und B 1000–9999)                                                       | GErOlzhofen            | Bayern                 |
| GEO       | Landkreis Schweinfurt (sonst)                                                                | GErOlzhofen            | Bayern                 |
| GER       | Landkreis Germersheim                                                                        | GERmersheim            | Rheinland-Pfalz        |
| GF        | Landkreis Gifhorn                                                                            | GiFhorn                | Niedersachsen          |
| GG        | Kreis Groß-Gerau                                                                             | Groß-Gerau             | Hessen                 |
| GHA       | Landkreis Leipzig                                                                            | GeitHAin               | Sachsen                |
| GHC       | Landkreis Wittenberg                                                                         | GräfenHainiChen        | Sachsen-Anhalt         |
| GI        | Landkreis Gießen                                                                             | GIeßen                 | Hessen                 |
| GK        | Kreis Heinsberg                                                                              | GeilenKirchen          | Nordrhein-Westfalen    |
| GL        | Rheinisch-Bergischer Kreis                                                                   | GLadbach               | Nordrhein-Westfalen    |
| GLA       | Kreis Recklinghausen                                                                         | GLAdbeck               | Nordrhein-Westfalen    |
| GM        | Oberbergischer Kreis                                                                         | GumMersbach            | Nordrhein-Westfalen    |
| GMN       | Landkreis Vorpommern-Rügen ohne die Stadt Stralsund                                          | GrimMeN                | Mecklenburg-Vorpommern |
| GN        | Main-Kinzig-Kreis ohne die Stadt Hanau                                                       | GelnhauseN             | Hessen                 |
| GNT       | Landkreis Jerichower Land                                                                    | GeNThin                | Sachsen-Anhalt         |
| GÖ        | Landkreis Göttingen - Stadt Göttingen (sonst)* - übriger Landkreis (AA–ZZ 100–9999 ohne PD)* | GÖttingen              | Niedersachsen          |
| GOA       | Rhein-Hunsrück-Kreis                                                                         | GOAr                   | Rheinland-Pfalz        |
| GOH       | Rhein-Lahn-Kreis                                                                             | GOarsHausen            | Rheinland-Pfalz        |
| GP        | Landkreis Göppingen                                                                          | GöpPingen              | Baden-Württemberg      |
| GR        | Landkreis Görlitz                                                                            | GöRlitz                | Sachsen                |
| GRA       | Landkreis Freyung-Grafenau                                                                   | GRAfenau               | Bayern                 |
| GRH       | Landkreis Meißen                                                                             | GRoßenHain             | Sachsen                |
| GRI       | Landkreis Rottal-Inn (B, I, O und Q 100–999)                                                 | GRIesbach              | Bayern                 |
| GRM       | Landkreis Leipzig                                                                            | GRimMa                 | Sachsen                |
| GRZ       | Landkreis Greiz                                                                              | GReiZ                  | Thüringen              |
| GS        | Landkreis Goslar                                                                             | GoSlar                 | Niedersachsen          |
| GT        | Kreis Gütersloh                                                                              | GüTersloh              | Nordrhein-Westfalen    |
| GTH       | Landkreis Gotha                                                                              | GoTHa                  | Thüringen              |
| GÜ        | Landkreis Rostock                                                                            | GÜstrow                | Mecklenburg-Vorpommern |
| GUB       | Landkreis Spree-Neiße                                                                        | GUBen                  | Brandenburg            |
| GUN       | Landkreis Weißenburg-Gunzenhausen                                                            | GUNzenhausen           | Bayern                 |
| GV        | Rhein-Kreis Neuss                                                                            | GreVenbroich           | Nordrhein-Westfalen    |
| GVM       | Landkreis Nordwestmecklenburg                                                                | GreVesMühlen           | Mecklenburg-Vorpommern |
| GW        | Landkreis Vorpommern-Greifswald ohne die Stadt Greifswald                                    | GreifsWald             | Mecklenburg-Vorpommern |
| GZ        | Landkreis Günzburg                                                                           | GünZburg               | Bayern                 |

### H
| Rövidítés | Város/Járás                                                                                           | a rövidítés származása | Tartomány              |
| --------- | --- | ---------------------- | ---------------------- |
| H         | Region Hannover - Stadt Hannover (AA–ZZ 100–999, BA–BZ und FA–GZ 1000–9999)* - übrige Region (sonst)* | Hannover               | Niedersachsen          |
| HA        | Stadt Hagen                                                                                           | HAgen                  | Nordrhein-Westfalen    |
| HAB       | Landkreis Bad Kissingen                                                                               | HAmmelBurg             | Bayern                 |
| HAL       | Stadt Halle (Saale)                                                                                   | HALle                  | Sachsen-Anhalt         |
| HAM       | Stadt Hamm                                                                                            | HAMm                   | Nordrhein-Westfalen    |
| HAS       | Landkreis Haßberge                                                                                    | HASsfurt               | Bayern                 |
| HB        | Stadt Bremen, Senat und Bürgerschaft (sonst)                                                          | Hansestadt Bremen      | Bremen                 |
| HB        | Stadt Bremerhaven (A–Z 1000–9999)                                                                     | Hansestadt Bremen      | Bremen                 |
| HBN       | Landkreis Hildburghausen                                                                              | HildBurghauseN         | Thüringen              |
| HBS       | Landkreis Harz                                                                                        | HalBerStadt            | Sachsen-Anhalt         |
| HC        | Landkreis Mittelsachsen                                                                               | HainiChen              | Sachsen                |
| HCH       | Landkreis Freudenstadt (YQ, QY, YV, VY und ZQ 100 bis 999)                                            | HeCHingen              | Baden-Württemberg      |
| HCH       | Zollernalbkreis (sonst)                                                                               | HeCHingen              | Baden-Württemberg      |
| HD        | Stadt Heidelberg (sonst)*                                                                             | HeiDelberg             | Baden-Württemberg      |
| HD        | Rhein-Neckar-Kreis (AA–ZZ 100–9999)*                                                                  | HeiDelberg             | Baden-Württemberg      |
| HDH       | Landkreis Heidenheim                                                                                  | HeiDenHeim             | Baden-Württemberg      |
| HDL       | Landkreis Börde                                                                                       | HalDensLeben           | Sachsen-Anhalt         |
| HE        | Landkreis Helmstedt                                                                                   | HElmstedt              | Niedersachsen          |
| HEB       | Landkreis Nürnberger Land                                                                             | HErsBruck              | Bayern                 |
| HEF       | Landkreis Hersfeld-Rotenburg                                                                          | HErsFeld               | Hessen                 |
| HEI       | Kreis Dithmarschen                                                                                    | HEIde                  | Schleswig-Holstein     |
| HEL       | Hessen, Landesregierung und Landtag                                                                   | HEssischer Landtag     | Hessen                 |
| HER       | Stadt Herne                                                                                           | HERne                  | Nordrhein-Westfalen    |
| HET       | Landkreis Mansfeld-Südharz                                                                            | HETtstedt              | Sachsen-Anhalt         |
| HF        | Kreis Herford                                                                                         | HerFord                | Nordrhein-Westfalen    |
| HG        | Hochtaunuskreis                                                                                       | HomburG                | Hessen                 |
| HGN       | Landkreis Ludwigslust-Parchim                                                                         | HaGeNow                | Mecklenburg-Vorpommern |
| HGW       | Stadt Greifswald (große kreisangehörige Stadt im Landkreis Vorpommern-Greifswald)                     | Hansestadt GreifsWald  | Mecklenburg-Vorpommern |
| HH        | Freie und Hansestadt Hamburg, Senat und Bürgerschaft                                                  | Hansestadt Hamburg     | Hamburg                |
| HHM       | Burgenlandkreis                                                                                       | HoHenMölsen            | Sachsen-Anhalt         |
| HI        | Landkreis Hildesheim                                                                                  | HIldesheim             | Niedersachsen          |
| HIG       | Landkreis Eichsfeld                                                                                   | HeilIGenstadt          | Thüringen              |
| HIP       | Landkreis Roth                                                                                        | HIlPoltstein           | Bayern                 |
| HK        | Landkreis Heidekreis                                                                                  | HeideKreis             | Niedersachsen          |
| HL        | Stadt Lübeck                                                                                          | Hansestadt Lübeck      | Schleswig-Holstein     |
| HM        | Landkreis Hameln-Pyrmont                                                                              | HaMeln                 | Niedersachsen          |
| HMÜ       | Landkreis Göttingen ohne die Stadt Göttingen                                                          | Hann. MÜnden           | Niedersachsen          |
| HN        | Stadt Heilbronn (sonst)*                                                                              | HeilbronN              | Baden-Württemberg      |
| HN        | Landkreis Heilbronn (AA–MZ 100–9999 und NA–ZZ 100–999)*                                               | HeilbronN              | Baden-Württemberg      |
| HO        | Stadt Hof (sonst)*                                                                                    | HOf                    | Bayern                 |
| HO        | Landkreis Hof (AA–ZZ 100–9999)*                                                                       | HOf                    | Bayern                 |
| HOG       | Landkreis Kassel                                                                                      | HOfGeismar             | Hessen                 |
| HOH       | Landkreis Haßberge                                                                                    | HOfHeim                | Bayern                 |
| HOL       | Landkreis Holzminden                                                                                  | HOLzminden             | Niedersachsen          |
| HOM       | Saarpfalz-Kreis ohne die Stadt St. Ingbert                                                            | HOMburg                | Saarland               |
| HOR       | Landkreis Freudenstadt                                                                                | HORb                   | Baden-Württemberg      |
| HÖS       | Landkreis Erlangen-Höchstadt                                                                          | HÖchStadt              | Bayern                 |
| HOT       | Landkreis Zwickau                                                                                     | HOhensTein             | Sachsen                |
| HP        | Kreis Bergstraße                                                                                      | HepPenheim             | Hessen                 |
| HR        | Schwalm-Eder-Kreis                                                                                    | HombeRg                | Hessen                 |
| HRO       | Stadt Rostock                                                                                         | Hansestadt ROstock     | Mecklenburg-Vorpommern |
| HS        | Kreis Heinsberg                                                                                       | HeinSberg              | Nordrhein-Westfalen    |
| HSK       | Hochsauerlandkreis                                                                                    | HochSauerlandKreis     | Nordrhein-Westfalen    |
| HST       | Stadt Stralsund (große kreisangehörige Stadt im Landkreis Vorpommern-Rügen)                           | Hansestadt STralsund   | Mecklenburg-Vorpommern |
| HU        | Stadt Hanau (Sonderstatusstadt im Main-Kinzig-Kreis)                                                  | HanaU                  | Hessen                 |
| HU        | Main-Kinzig-Kreis (übriges Kreisgebiet)                                                               | HanaU                  | Hessen                 |
| HV        | Landkreis Stendal                                                                                     | HaVelberg              | Sachsen-Anhalt         |
| HVL       | Landkreis Havelland                                                                                   | HaVelLand              | Brandenburg            |
| HWI       | Stadt Wismar (große kreisangehörige Stadt im Landkreis Nordwestmecklenburg)                           | Hansestadt WIsmar      | Mecklenburg-Vorpommern |
| HX        | Kreis Höxter                                                                                          | HöXter                 | Nordrhein-Westfalen    |
| HY        | Landkreis Bautzen                                                                                     | HoYerswerda            | Sachsen                |
| HZ        | Landkreis Harz                                                                                        | HarZ                   | Sachsen-Anhalt         |

### I
| Rövidítés | Város/Járás                                        | a rövidítés származása | Tartomány          |
| --------- | -------------------------------------------------- | ---------------------- | ------------------ |
| IGB       | Stadt St. Ingbert (Mittelstadt im Saarpfalz-Kreis) | InGBert                | Saarland           |
| IK        | Ilm-Kreis                                          | Ilm-Kreis              | Thüringen          |
| IL        | Ilm-Kreis                                          | ILmenau                | Thüringen          |
| ILL       | Landkreis Neu-Ulm                                  | ILLertissen            | Bayern             |
| IN        | Stadt Ingolstadt                                   | INgolstadt             | Bayern             |
| IZ        | Kreis Steinburg                                    | ItZehoe                | Schleswig-Holstein |

### J
| Rövidítés | Város/Járás               | a rövidítés származása | Tartomány           |
| --------- | ------------------------- | ---------------------- | ------------------- |
| J         | Stadt Jena                | Jena                   | Thüringen           |
| JE        | Landkreis Wittenberg      | JEssen                 | Sachsen-Anhalt      |
| JL        | Landkreis Jerichower Land | Jerichower Land        | Sachsen-Anhalt      |
| JÜL       | Kreis Düren               | JÜLich                 | Nordrhein-Westfalen |

### K
| Rövidítés | Város/Járás                                                | a rövidítés származása | Tartomány           |
| --------- | ---------------------------------------------------------- | ---------------------- | ------------------- |
| K         | Stadt Köln                                                 | Köln                   | Nordrhein-Westfalen |
| KA        | Stadt Karlsruhe (AA–MZ 100–999 und NA–ZZ 100–9999)*        | KArlsruhe              | Baden-Württemberg   |
| KA        | Landkreis Karlsruhe (sonst)*                               | KArlsruhe              | Baden-Württemberg   |
| KB        | Landkreis Waldeck-Frankenberg                              | KorBach                | Hessen              |
| KC        | Landkreis Kronach                                          | KronaCh                | Bayern              |
| KE        | Stadt Kempten (Allgäu)                                     | KEmpten                | Bayern              |
| KEH       | Landkreis Kelheim                                          | KElHeim                | Bayern              |
| KEL       | Ortenaukreis                                               | KEhL                   | Baden-Württemberg   |
| KEM       | Landkreis Bayreuth (AT, BT, CT, DT, … YT und ZT 1–99)      | KEMnath                | Bayern              |
| KEM       | Landkreis Tirschenreuth (sonst)                            | KEMnath                | Bayern              |
| KF        | Stadt Kaufbeuren                                           | KauFbeuren             | Bayern              |
| KG        | Landkreis Bad Kissingen                                    | KissinGen              | Bayern              |
| KH        | Landkreis Bad Kreuznach                                    | KreuznacH              | Rheinland-Pfalz     |
| KI        | Stadt Kiel                                                 | KIel                   | Schleswig-Holstein  |
| KIB       | Donnersbergkreis                                           | KIrchheimBolanden      | Rheinland-Pfalz     |
| KK        | Kreis Viersen                                              | Kempen, Krefeld        | Nordrhein-Westfalen |
| KL        | Stadt Kaiserslautern (sonst)*                              | KaisersLautern         | Rheinland-Pfalz     |
| KL        | Landkreis Kaiserslautern (AA–ZZ 100–999)*                  | KaisersLautern         | Rheinland-Pfalz     |
| KLE       | Kreis Kleve                                                | KLEve                  | Nordrhein-Westfalen |
| KLZ       | Altmarkkreis Salzwedel                                     | KLötZe                 | Sachsen-Anhalt      |
| KM        | Landkreis Bautzen                                          | KaMenz                 | Sachsen             |
| KN        | Landkreis Konstanz ohne die Gemeinde Büsingen am Hochrhein | KoNstanz               | Baden-Württemberg   |
| KO        | Stadt Koblenz                                              | KOblenz                | Rheinland-Pfalz     |
| KÖN       | Landkreis Rhön-Grabfeld                                    | KÖNigshofen            | Bayern              |
| KÖT       | Landkreis Anhalt-Bitterfeld                                | KÖThen                 | Sachsen-Anhalt      |
| KÖZ       | Landkreis Cham                                             | KÖtZting               | Bayern              |
| KR        | Stadt Krefeld                                              | KRefeld                | Nordrhein-Westfalen |
| KRU       | Landkreis Günzburg                                         | KRUmbach               | Bayern              |
| KS        | Landkreis Kassel und Stadt Kassel                          | KasSel                 | Hessen              |
| KT        | Landkreis Kitzingen                                        | KiTzingen              | Bayern              |
| KU        | Landkreis Kulmbach                                         | KUlmbach               | Bayern              |
| KÜN       | Hohenlohekreis                                             | KÜNzelsau              | Baden-Württemberg   |
| KUS       | Landkreis Kusel                                            | KUSel                  | Rheinland-Pfalz     |
| KW        | Landkreis Dahme-Spreewald                                  | Königs Wusterhausen    | Brandenburg         |
| KY        | Landkreis Ostprignitz-Ruppin                               | KYritz                 | Brandenburg         |
| KYF       | Kyffhäuserkreis                                            | KYFfhäuser             | Thüringen           |

### L
| Rövidítés | Város/Járás | a rövidítés származása    | Tartomány              |
| --------- | --- | ------------------------- | ---------------------- |
| L         | Stadt Leipzig (A–T und AA–TZ) | Leipzig                   | Sachsen                |
| L         | Landkreis Leipzig (U–Z und UA–ZZ) | Leipzig                   | Sachsen                |
| LA        | Stadt Landshut (sonst)* | LAndshut                  | Bayern                 |
| LA        | Landkreis Landshut (AA–ZZ 100–999 und 5000–9999)* | LAndshut                  | Bayern                 |
| LAN       | Landkreis Dingolfing-Landau | LANdau                    | Bayern                 |
| LAU       | Landkreis Nürnberger Land | LAUf                      | Bayern                 |
| LB        | Landkreis Ludwigsburg | LudwigsBurg               | Baden-Württemberg      |
| LBS       | Saale-Orla-Kreis | LoBenStein                | Thüringen              |
| LBZ       | Landkreis Ludwigslust-Parchim | LüBZ                      | Mecklenburg-Vorpommern |
| LC        | Landkreis Dahme-Spreewald | LuCkau                    | Brandenburg            |
| LD        | Stadt Landau in der Pfalz | LanDau                    | Rheinland-Pfalz        |
| LDK       | Lahn-Dill-Kreis ohne die Stadt Wetzlar | Lahn-Dill-Kreis           | Hessen                 |
| LDS       | Landkreis Dahme-Spreewald | Landkreis Dahme-Spreewald | Brandenburg            |
| LEO       | Landkreis Böblingen | LEOnberg                  | Baden-Württemberg      |
| LER       | Landkreis Leer | LEeR                      | Niedersachsen          |
| LEV       | Stadt Leverkusen | LEVerkusen                | Nordrhein-Westfalen    |
| LF        | Landkreis Altötting (C 1–999, E 1–500, I, J, M, O, Q und V 1–999)                                                                                    | LauFen                    | Bayern                 |
| LF        | Landkreis Berchtesgadener Land (sonst) | LauFen                    | Bayern                 |
| LF        | Landkreis Traunstein (B, F und G 1–999, DH 1–100, FZ, GH und KQ 1–999, LU 1–200, RW 1–999, TK 1–100, TS 1–999, VW 200–400 sowie WW, XX und ZZ 1–999) | LauFen                    | Bayern                 |
| LG        | Landkreis Lüneburg | LüneburG                  | Niedersachsen          |
| LH        | Kreis Coesfeld | LüdingHausen              | Nordrhein-Westfalen    |
| LH        | Kreis Unna | LüdingHausen              | Nordrhein-Westfalen    |
| LI        | Landkreis Lindau (Bodensee) | LIndau                    | Bayern                 |
| LIB       | Landkreis Elbe-Elster | LIeBenwerda               | Brandenburg            |
| LIF       | Landkreis Lichtenfels | LIchtenFels               | Bayern                 |
| LIP       | Kreis Lippe | LIPpe                     | Nordrhein-Westfalen    |
| LL        | Landkreis Landsberg am Lech | Landsberg am Lech         | Bayern                 |
| LM        | Landkreis Limburg-Weilburg | LiMburg                   | Hessen                 |
| LN        | Landkreis Dahme-Spreewald | LübbeN                    | Brandenburg            |
| LÖ        | Landkreis Lörrach | LÖrrach                   | Baden-Württemberg      |
| LÖB       | Landkreis Görlitz | LÖBau                     | Sachsen                |
| LOS       | Landkreis Oder-Spree | Landkreis Oder-Spree      | Brandenburg            |
| LP        | Kreis Soest | LiPpstadt                 | Nordrhein-Westfalen    |
| LR        | Ortenaukreis | LahR                      | Baden-Württemberg      |
| LRO       | Landkreis Rostock | Landkreis ROstock         | Mecklenburg-Vorpommern |
| LSA       | Sachsen-Anhalt, Landesregierung, Landtag und Polizei[2]                                                                                              | Land Sachsen-Anhalt       | Sachsen-Anhalt         |
| LSN       | Sachsen, Landesregierung und Landtag | Landtag SachseN           | Sachsen                |
| LSZ       | Unstrut-Hainich-Kreis | LangenSalZa               | Thüringen              |
| LU        | Stadt Ludwigshafen am Rhein | LUdwigshafen              | Rheinland-Pfalz        |
| LÜN       | Kreis Unna | LÜNen                     | Nordrhein-Westfalen    |
| LUP       | Landkreis Ludwigslust-Parchim | LUdwigslust, Parchim      | Mecklenburg-Vorpommern |
| LWL       | Landkreis Ludwigslust-Parchim | LudWigsLust               | Mecklenburg-Vorpommern |

### M
| Rövidítés | Város/Járás                                                         | a rövidítés származása             | Tartomány              |
| --------- | ------------------------------------------------------------------- | ---------------------------------- | ---------------------- |
| M         | Stadt München (AA–ZZ 100–9999)*                                     | München                            | Bayern                 |
| M         | Landkreis München (sonst)*                                          | München                            | Bayern                 |
| MA        | Stadt Mannheim                                                      | MAnnheim                           | Baden-Württemberg      |
| MAB       | Erzgebirgskreis                                                     | MArienBerg                         | Sachsen                |
| MAI       | Landkreis Kelheim (sonst)                                           | MAInburg                           | Bayern                 |
| MAI       | Landkreis Landshut (B, F, G, I, O und Q 1–9999)                     | MAInburg                           | Bayern                 |
| MAK       | Landkreis Wunsiedel im Fichtelgebirge                               | MArKtredwitz                       | Bayern                 |
| MAL       | Landkreis Landshut (B, F, G, I, O und Q 1–9999)                     | MALlersdorf                        | Bayern                 |
| MAL       | Landkreis Straubing-Bogen (sonst)                                   | MALlersdorf                        | Bayern                 |
| MB        | Landkreis Miesbach                                                  | MiesBach                           | Bayern                 |
| MC        | Landkreis Mecklenburgische Seenplatte ohne die Stadt Neubrandenburg | MalChin                            | Mecklenburg-Vorpommern |
| MD        | Stadt Magdeburg                                                     | MagDeburg                          | Sachsen-Anhalt         |
| ME        | Kreis Mettmann                                                      | MEttmann                           | Nordrhein-Westfalen    |
| MED       | Kreis Dithmarschen                                                  | MElDorf                            | Schleswig-Holstein     |
| MEG       | Schwalm-Eder-Kreis                                                  | MElsunGen                          | Hessen                 |
| MEI       | Landkreis Meißen                                                    | MEIßen                             | Sachsen                |
| MEK       | Erzgebirgskreis                                                     | Mittlerer ErzgebirgsKreis          | Sachsen                |
| MEL       | Landkreis Osnabrück                                                 | MELle                              | Niedersachsen          |
| MER       | Saalekreis                                                          | MERseburg                          | Sachsen-Anhalt         |
| MET       | Landkreis Rhön-Grabfeld                                             | MEllrichstadT                      | Bayern                 |
| MG        | Stadt Mönchengladbach                                               | MönchenGladbach                    | Nordrhein-Westfalen    |
| MGH       | Main-Tauber-Kreis                                                   | MerGentHeim                        | Baden-Württemberg      |
| MGN       | Landkreis Schmalkalden-Meiningen                                    | MeininGeN                          | Thüringen              |
| MH        | Stadt Mülheim an der Ruhr                                           | MülHeim                            | Nordrhein-Westfalen    |
| MHL       | Unstrut-Hainich-Kreis                                               | MüHLhausen                         | Thüringen              |
| MI        | Kreis Minden-Lübbecke                                               | MInden                             | Nordrhein-Westfalen    |
| MIL       | Landkreis Miltenberg                                                | MILtenberg                         | Bayern                 |
| MK        | Märkischer Kreis                                                    | Märkischer Kreis                   | Nordrhein-Westfalen    |
| MKK       | Main-Kinzig-Kreis ohne die Stadt Hanau                              | Main-Kinzig-Kreis                  | Hessen                 |
| ML        | Landkreis Mansfeld-Südharz                                          | Mansfelder Land                    | Sachsen-Anhalt         |
| MM        | Stadt Memmingen                                                     | MemMingen                          | Bayern                 |
| MN        | Landkreis Unterallgäu                                               | MiNdelheim                         | Bayern                 |
| MO        | Kreis Wesel                                                         | MOers                              | Nordrhein-Westfalen    |
| MOD       | Landkreis Ostallgäu                                                 | MarktOberDorf                      | Bayern                 |
| MOL       | Landkreis Märkisch-Oderland                                         | Märkisch-OderLand                  | Brandenburg            |
| MON       | Städteregion Aachen                                                 | MONschau                           | Nordrhein-Westfalen    |
| MON       | Kreis Düren                                                         | MONschau                           | Nordrhein-Westfalen    |
| MOS       | Neckar-Odenwald-Kreis                                               | MOSbach                            | Baden-Württemberg      |
| MQ        | Saalekreis                                                          | Merseburg, Querfurt                | Sachsen-Anhalt         |
| MR        | Landkreis Marburg-Biedenkopf                                        | MaRburg                            | Hessen                 |
| MS        | Stadt Münster                                                       | MünSter                            | Nordrhein-Westfalen    |
| MSE       | Landkreis Mecklenburgische Seenplatte ohne die Stadt Neubrandenburg | Mecklenburgische SEenplatte        | Mecklenburg-Vorpommern |
| MSH       | Landkreis Mansfeld-Südharz                                          | Mansfeld, SüdHarz                  | Sachsen-Anhalt         |
| MSP       | Landkreis Main-Spessart                                             | Main, SPessart                     | Bayern                 |
| MST       | Landkreis Mecklenburgische Seenplatte ohne die Stadt Neubrandenburg | Mecklenburg-STrelitz               | Mecklenburg-Vorpommern |
| MTK       | Main-Taunus-Kreis                                                   | Main-Taunus-Kreis                  | Hessen                 |
| MTL       | Landkreis Leipzig                                                   | MuldenTaL                          | Sachsen                |
| MÜ        | Landkreis Mühldorf am Inn                                           | MÜhldorf                           | Bayern                 |
| MÜB       | Landkreis Bayreuth (A–M 100–999 und N–Z 1–99)                       | MÜnchBerg                          | Bayern                 |
| MÜB       | Landkreis Hof (sonst)                                               | MÜnchBerg                          | Bayern                 |
| MÜR       | Landkreis Mecklenburgische Seenplatte ohne die Stadt Neubrandenburg | MÜRitz                             | Mecklenburg-Vorpommern |
| MVL       | Mecklenburg-Vorpommern, Landesregierung, Landtag und Polizei[2]     | Mecklenburg-Vorpommerscher Landtag | Mecklenburg-Vorpommern |
| MW        | Landkreis Mittelsachsen                                             | MittWeida                          | Sachsen                |
| MY        | Landkreis Mayen-Koblenz                                             | MaYen                              | Rheinland-Pfalz        |
| MYK       | Landkreis Mayen-Koblenz                                             | MaYen, Koblenz                     | Rheinland-Pfalz        |
| MZ        | Stadt Mainz (AA–KY 100–9999 und LA–ZZ 100–999)*                     | MainZ                              | Rheinland-Pfalz        |
| MZ        | Landkreis Mainz-Bingen (sonst)                                      | MainZ                              | Rheinland-Pfalz        |
| MZG       | Landkreis Merzig-Wadern                                             | MerZiG                             | Saarland               |

### N
| Rövidítés | Város/Járás                                                                                 | a rövidítés származása        | Tartomány              |
| --------- | ------------------------------------------------------------------------------------------- | ----------------------------- | ---------------------- |
| N         | Stadt Nürnberg (A–Z 1000–9999 und AA–ZZ 100–9999)*                                          | Nürnberg                      | Bayern                 |
| N         | Landkreis Nürnberger Land (A–Z 1–999)*                                                      | Nürnberg                      | Bayern                 |
| NAB       | Landkreis Amberg-Sulzbach (B, F und G 1–999)                                                | NABburg                       | Bayern                 |
| NAB       | Landkreis Schwandorf (sonst)                                                                | NABburg                       | Bayern                 |
| NAI       | Landkreis Hof                                                                               | NAIla                         | Bayern                 |
| NAU       | Landkreis Havelland                                                                         | NAUen                         | Brandenburg            |
| NB        | Stadt Neubrandenburg (große kreisangehörige Stadt im Landkreis Mecklenburgische Seenplatte) | NeuBrandenburg                | Mecklenburg-Vorpommern |
| ND        | Landkreis Neuburg-Schrobenhausen                                                            | Neuburg an der Donau          | Bayern                 |
| NDH       | Landkreis Nordhausen                                                                        | NorDHausen                    | Thüringen              |
| NE        | Rhein-Kreis Neuss                                                                           | NEuss                         | Nordrhein-Westfalen    |
| NEA       | Landkreis Neustadt an der Aisch-Bad Windsheim                                               | NEustadt an der Aisch         | Bayern                 |
| NEB       | Burgenlandkreis                                                                             | NEBra                         | Sachsen-Anhalt         |
| NEC       | Stadt Coburg und Landkreis Coburg (→ Zweckverband Zulassungsstelle Coburg)                  | NEustadt bei Coburg           | Bayern                 |
| NEN       | Landkreis Schwandorf                                                                        | NEuNburg                      | Bayern                 |
| NES       | Landkreis Rhön-Grabfeld                                                                     | NEustadt an der Saale         | Bayern                 |
| NEW       | Landkreis Neustadt an der Waldnaab                                                          | NEustadt an der Waldnaab      | Bayern                 |
| NF        | Kreis Nordfriesland                                                                         | NordFriesland                 | Schleswig-Holstein     |
| NH        | Landkreis Sonneberg                                                                         | NeuHaus                       | Thüringen              |
| NI        | Landkreis Nienburg/Weser                                                                    | NIenburg                      | Niedersachsen          |
| NK        | Landkreis Neunkirchen                                                                       | NeunKirchen                   | Saarland               |
| NL        | Niedersachsen, Landesregierung und Landtag                                                  | Niedersächsischer Landtag     | Niedersachsen          |
| NM        | Landkreis Neumarkt in der Oberpfalz                                                         | NeuMarkt                      | Bayern                 |
| NMB       | Burgenlandkreis                                                                             | NauMBurg                      | Sachsen-Anhalt         |
| NMS       | Stadt Neumünster                                                                            | NeuMünSter                    | Schleswig-Holstein     |
| NÖ        | Landkreis Donau-Ries                                                                        | NÖrdlingen                    | Bayern                 |
| NOH       | Landkreis Grafschaft Bentheim                                                               | NOrdHorn                      | Niedersachsen          |
| NOL       | Landkreis Görlitz                                                                           | Niederschlesische OberLausitz | Sachsen                |
| NOM       | Landkreis Northeim                                                                          | NOrtheiM                      | Niedersachsen          |
| NOR       | Landkreis Aurich                                                                            | NORden                        | Niedersachsen          |
| NP        | Landkreis Ostprignitz-Ruppin                                                                | NeurupPin                     | Brandenburg            |
| NR        | Landkreis Neuwied                                                                           | Neuwied am Rhein              | Rheinland-Pfalz        |
| NRW       | Nordrhein-Westfalen, Landesregierung, Landtag und Polizei[2]                                | NordRhein-Westfalen           | Nordrhein-Westfalen    |
| NT        | Landkreis Esslingen                                                                         | NürTingen                     | Baden-Württemberg      |
| NU        | Landkreis Neu-Ulm                                                                           | Neu-Ulm                       | Bayern                 |
| NVP       | Landkreis Vorpommern-Rügen ohne die Stadt Stralsund                                         | NordVorPommern                | Mecklenburg-Vorpommern |
| NW        | Stadt Neustadt an der Weinstraße                                                            | Neustadt an der Weinstraße    | Rheinland-Pfalz        |
| NWM       | Landkreis Nordwestmecklenburg ohne die Stadt Wismar                                         | NordWestMecklenburg           | Mecklenburg-Vorpommern |
| NY        | Landkreis Görlitz                                                                           | NieskY                        | Sachsen                |
| NZ        | Landkreis Mecklenburgische Seenplatte ohne die Stadt Neubrandenburg                         | NeustrelitZ                   | Mecklenburg-Vorpommern |

### O
| Rövidítés | Város/Járás                                     | a rövidítés származása | Tartomány           |
| --------- | ----------------------------------------------- | ---------------------- | ------------------- |
| OA        | Landkreis Oberallgäu                            | OberAllgäu             | Bayern              |
| OAL       | Landkreis Ostallgäu                             | OstALlgäu              | Bayern              |
| OB        | Stadt Oberhausen                                | OBerhausen             | Nordrhein-Westfalen |
| OBB       | Landkreis Miltenberg                            | OBernBurg              | Bayern              |
| OBG       | Landkreis Stendal                               | OsterBurG              | Sachsen-Anhalt      |
| OC        | Landkreis Börde                                 | OsChersleben           | Sachsen-Anhalt      |
| OCH       | Landkreis Würzburg                              | OCHsenfurt             | Bayern              |
| OD        | Kreis Stormarn                                  | OlDesloe               | Schleswig-Holstein  |
| OE        | Kreis Olpe                                      | OlpE                   | Nordrhein-Westfalen |
| OF        | Landkreis Offenbach und Stadt Offenbach am Main | OFfenbach              | Hessen              |
| OG        | Ortenaukreis                                    | OffenburG              | Baden-Württemberg   |
| OH        | Kreis Ostholstein                               | OstHolstein            | Schleswig-Holstein  |
| OHA       | Landkreis Göttingen                             | Osterode am HArz       | Niedersachsen       |
| ÖHR       | Hohenlohekreis                                  | ÖHRingen               | Baden-Württemberg   |
| OHV       | Landkreis Oberhavel                             | OberHaVel              | Brandenburg         |
| OHZ       | Landkreis Osterholz                             | OsterHolZ              | Niedersachsen       |
| OK        | Landkreis Börde                                 | OhreKreis              | Sachsen-Anhalt      |
| OL        | Stadt Oldenburg (AA–ZZ 100–999)*                | OLdenburg              | Niedersachsen       |
| OL        | Landkreis Oldenburg (sonst)*                    | OLdenburg              | Niedersachsen       |
| OP        | Stadt Leverkusen                                | OPladen                | Nordrhein-Westfalen |
| OPR       | Landkreis Ostprignitz-Ruppin                    | OstPrignitz, Ruppin    | Brandenburg         |
| OS        | Stadt Osnabrück (sonst)*                        | OSnabrück              | Niedersachsen       |
| OS        | Landkreis Osnabrück (AA–ZZ 100–999)*            | OSnabrück              | Niedersachsen       |
| OSL       | Landkreis Oberspreewald-Lausitz                 | OberSpreewald, Lausitz | Brandenburg         |
| OVI       | Landkreis Schwandorf                            | OberVIechtach          | Bayern              |
| OVL       | Vogtlandkreis                                   | OberVogtLand           | Sachsen             |
| OZ        | Landkreis Nordsachsen                           | OschatZ                | Sachsen             |

### P
| Rövidítés | Város/Járás                                               | a rövidítés származása | Tartomány              |
| --------- | --------------------------------------------------------- | ---------------------- | ---------------------- |
| P         | Stadt Potsdam                                             | Potsdam                | Brandenburg            |
| PA        | Stadt Passau (A–Z 1–9999)                                 | PAssau                 | Bayern                 |
| PA        | Landkreis Passau (AA–ZZ 1–999)                            | PAssau                 | Bayern                 |
| PAF       | Landkreis Pfaffenhofen an der Ilm                         | PfAFfenhofen           | Bayern                 |
| PAN       | Landkreis Rottal-Inn                                      | PfArrkircheN           | Bayern                 |
| PAR       | Landkreis Kelheim (Q, Y, BB und CC 1–999)                 | PARsberg               | Bayern                 |
| PAR       | Landkreis Neumarkt in der Oberpfalz (sonst)               | PARsberg               | Bayern                 |
| PB        | Kreis Paderborn                                           | PaderBorn              | Nordrhein-Westfalen    |
| PCH       | Landkreis Ludwigslust-Parchim                             | ParCHim                | Mecklenburg-Vorpommern |
| PE        | Landkreis Peine                                           | PEine                  | Niedersachsen          |
| PEG       | Landkreis Bayreuth (B–Z 1–999)                            | PEGnitz                | Bayern                 |
| PEG       | Landkreis Forchheim (sonst)                               | PEGnitz                | Bayern                 |
| PEG       | Landkreis Nürnberger Land (A 1–999)                       | PEGnitz                | Bayern                 |
| PF        | Stadt Pforzheim (AA–MZ 100–999 und NA–ZZ 100–9999)*       | PForzheim              | Baden-Württemberg      |
| PF        | Enzkreis (sonst)*                                         | PForzheim              | Baden-Württemberg      |
| PI        | Kreis Pinneberg                                           | PInneberg              | Schleswig-Holstein     |
| PIR       | Landkreis Sächsische Schweiz-Osterzgebirge                | PIRna                  | Sachsen                |
| PL        | Vogtlandkreis                                             | PLauen                 | Sachsen                |
| PLÖ       | Kreis Plön                                                | PLÖn                   | Schleswig-Holstein     |
| PM        | Landkreis Potsdam-Mittelmark                              | Potsdam, Mittelmark    | Brandenburg            |
| PN        | Saale-Orla-Kreis                                          | PößNeck                | Thüringen              |
| PR        | Landkreis Prignitz                                        | PRignitz               | Brandenburg            |
| PRÜ       | Eifelkreis Bitburg-Prüm                                   | PRÜm                   | Rheinland-Pfalz        |
| PS        | Stadt Pirmasens (A–Z 1–9999)                              | PirmaSens              | Rheinland-Pfalz        |
| PS        | Landkreis Südwestpfalz (AA–ZZ 1–999)                      | PirmaSens              | Rheinland-Pfalz        |
| PW        | Landkreis Vorpommern-Greifswald ohne die Stadt Greifswald | PaseWalk               | Mecklenburg-Vorpommern |
| PZ        | Landkreis Uckermark                                       | PrenZlau               | Brandenburg            |

### Q
| Rövidítés | Város/Járás    | a rövidítés származása | Tartomány      |
| --------- | -------------- | ---------------------- | -------------- |
| QFT       | Saalekreis     | QuerFurT               | Sachsen-Anhalt |
| QLB       | Landkreis Harz | QuedLinBurg            | Sachsen-Anhalt |

### R
| Rövidítés | Város/Járás | a rövidítés származása        | Tartomány              |
| --------- | --- | ----------------------------- | ---------------------- |
| R         | Stadt Regensburg (AA–MM 1–999 und MN–ZZ 1000–9999)*                                                                                 | Regensburg                    | Bayern                 |
| R         | Landkreis Regensburg (sonst)* | Regensburg                    | Bayern                 |
| RA        | Landkreis Rastatt | RAstatt                       | Baden-Württemberg      |
| RC        | Vogtlandkreis | ReiChenbach                   | Sachsen                |
| RD        | Kreis Rendsburg-Eckernförde | RenDsburg                     | Schleswig-Holstein     |
| RDG       | Landkreis Vorpommern-Rügen ohne die Stadt Stralsund                                                                                 | Ribnitz-DamGarten             | Mecklenburg-Vorpommern |
| RE        | Kreis Recklinghausen | REcklinghausen                | Nordrhein-Westfalen    |
| REG       | Landkreis Regen | REGen                         | Bayern                 |
| REH       | Landkreis Hof (sonst) | REHau                         | Bayern                 |
| REH       | Landkreis Wunsiedel im Fichtelgebirge (A, E, F, H, J, M, N, P, R, S, V und X 1–999, AA, FF, GG, OO und ZZ 100–999 sowie AU 900–999) | REHau                         | Bayern                 |
| REI       | Landkreis Berchtesgadener Land | REIchenhall                   | Bayern                 |
| RG        | Landkreis Meißen | Riesa, Großenhain             | Sachsen                |
| RH        | Landkreis Roth | RotH                          | Bayern                 |
| RI        | Landkreis Schaumburg | RInteln                       | Niedersachsen          |
| RID       | Landkreis Kelheim | RIeDenburg                    | Bayern                 |
| RIE       | Landkreis Meißen | RIEsa                         | Sachsen                |
| RL        | Landkreis Mittelsachsen | RochLitz                      | Sachsen                |
| RM        | Landkreis Mecklenburgische Seenplatte ohne die Stadt Neubrandenburg                                                                 | Röbel/Müritz                  | Mecklenburg-Vorpommern |
| RN        | Landkreis Havelland | RatheNow                      | Brandenburg            |
| RO        | Stadt Rosenheim (sonst)* | ROsenheim                     | Bayern                 |
| RO        | Landkreis Rosenheim (AA–ZZ 100–9999)*                                                                                               | ROsenheim                     | Bayern                 |
| ROD       | Landkreis Cham (sonst) | RODing                        | Bayern                 |
| ROD       | Landkreis Schwandorf (B 1–500, F 1–700, G 50–400 und I 100–1000)                                                                    | RODing                        | Bayern                 |
| ROF       | Landkreis Hersfeld-Rotenburg | ROtenburg an der Fulda        | Hessen                 |
| ROK       | Donnersbergkreis | ROcKenhausen                  | Rheinland-Pfalz        |
| ROL       | Landkreis Kelheim (A bis Z)* | ROttenburg an der Laaber      | Bayern                 |
| ROL       | Landkreis Landshut (sonst)* | ROttenburg an der Laaber      | Bayern                 |
| ROS       | Landkreis Rostock | ROStock                       | Mecklenburg-Vorpommern |
| ROT       | Landkreis Ansbach | ROthenburg ob der Tauber      | Bayern                 |
| ROW       | Landkreis Rotenburg (Wümme) | ROtenburg (Wümme)             | Niedersachsen          |
| RP        | Rhein-Pfalz-Kreis | Rhein-Pfalz                   | Rheinland-Pfalz        |
| RPL       | Rheinland-Pfalz, Landesregierung, Landtag und Polizei[2]                                                                            | Rheinland-Pfälzischer Landtag | Rheinland-Pfalz        |
| RS        | Stadt Remscheid | RemScheid                     | Nordrhein-Westfalen    |
| RSL       | Stadt Dessau-Roßlau | RosSLau                       | Sachsen-Anhalt         |
| RT        | Landkreis Reutlingen | ReuTlingen                    | Baden-Württemberg      |
| RU        | Landkreis Saalfeld-Rudolstadt | RUdolstadt                    | Thüringen              |
| RÜD       | Rheingau-Taunus-Kreis | RÜDesheim                     | Hessen                 |
| RÜG       | Landkreis Vorpommern-Rügen | RÜGen                         | Mecklenburg-Vorpommern |
| RV        | Landkreis Ravensburg | RaVensburg                    | Baden-Württemberg      |
| RW        | Landkreis Rottweil | RottWeil                      | Baden-Württemberg      |
| RZ        | Kreis Herzogtum Lauenburg | RatZeburg                     | Schleswig-Holstein     |

### S
| Rövidítés | Város/Járás                                                 | a rövidítés származása | Tartomány              |
| --------- | ----------------------------------------------------------- | ---------------------- | ---------------------- |
| S         | Stadt Stuttgart                                             | Stuttgart              | Baden-Württemberg      |
| SAB       | Landkreis Trier-Saarburg                                    | SAarBurg               | Rheinland-Pfalz        |
| SAD       | Landkreis Schwandorf                                        | SchwAnDorf             | Bayern                 |
| SAL       | Saarland, Landesregierung, Landtag und Polizei[2]           | SAarländischer Landtag | Saarland               |
| SAN       | Landkreis Hof (W–Z 1–999)                                   | StAdtsteiNach          | Bayern                 |
| SAN       | Landkreis Kronach (S–V 1–9999 und AA–IZ 1–999)              | StAdtsteiNach          | Bayern                 |
| SAN       | Landkreis Kulmbach (A–R 1–9999 und JA–ZZ 1–999)             | StAdtsteiNach          | Bayern                 |
| SAW       | Altmarkkreis Salzwedel                                      | SAlzWedel              | Sachsen-Anhalt         |
| SB        | Regionalverband Saarbrücken ohne die Stadt Völklingen       | SaarBrücken            | Saarland               |
| SBG       | Landkreis Vorpommern-Greifswald                             | StrasBurG              | Mecklenburg-Vorpommern |
| SBK       | Salzlandkreis                                               | SchöneBecK             | Sachsen-Anhalt         |
| SC        | Stadt Schwabach                                             | SChwabach              | Bayern                 |
| SCZ       | Saale-Orla-Kreis                                            | SChleiZ                | Thüringen              |
| SDH       | Kyffhäuserkreis                                             | SonDersHausen          | Thüringen              |
| SDL       | Landkreis Stendal                                           | StenDaL                | Sachsen-Anhalt         |
| SDT       | Landkreis Uckermark                                         | SchweDT                | Brandenburg            |
| SE        | Kreis Segeberg                                              | SEgeberg               | Schleswig-Holstein     |
| SEB       | Landkreis Sächsische Schweiz-Osterzgebirge                  | SEBnitz                | Sachsen                |
| SEE       | Landkreis Märkisch-Oderland                                 | SEElow                 | Brandenburg            |
| SEF       | Landkreis Neustadt an der Aisch-Bad Windsheim               | SchEinFeld             | Bayern                 |
| SEL       | Landkreis Wunsiedel im Fichtelgebirge                       | SELb                   | Bayern                 |
| SFB       | Landkreis Oberspreewald-Lausitz                             | SenFtenBerg            | Brandenburg            |
| SFT       | Salzlandkreis                                               | StaßFurT               | Sachsen-Anhalt         |
| SG        | Stadt Solingen                                              | SolinGen               | Nordrhein-Westfalen    |
| SGH       | Landkreis Mansfeld-Südharz                                  | SanGerHausen           | Sachsen-Anhalt         |
| SH        | Schleswig-Holstein, Landesregierung, Landtag und Polizei[2] | Schleswig-Holstein     | Schleswig-Holstein     |
| SHA       | Landkreis Schwäbisch Hall                                   | Schwäbisch HAll        | Baden-Württemberg      |
| SHG       | Landkreis Schaumburg                                        | StadtHaGen             | Niedersachsen          |
| SHK       | Saale-Holzland-Kreis                                        | Saale-Holzland-Kreis   | Thüringen              |
| SHL       | Stadt Suhl                                                  | SuHL                   | Thüringen              |
| SI        | Kreis Siegen-Wittgenstein                                   | SIegen                 | Nordrhein-Westfalen    |
| SIG       | Landkreis Sigmaringen                                       | SIGmaringen            | Baden-Württemberg      |
| SIM       | Rhein-Hunsrück-Kreis                                        | SIMmern                | Rheinland-Pfalz        |
| SK        | Saalekreis                                                  | SaaleKreis             | Sachsen-Anhalt         |
| SL        | Kreis Schleswig-Flensburg                                   | SchLeswig              | Schleswig-Holstein     |
| SLE       | Kreis Düren                                                 | SchLEiden              | Nordrhein-Westfalen    |
| SLE       | Kreis Euskirchen                                            | SchLEiden              | Nordrhein-Westfalen    |
| SLF       | Landkreis Saalfeld-Rudolstadt                               | SaaLFeld               | Thüringen              |
| SLK       | Salzlandkreis                                               | SalzLandKreis          | Sachsen-Anhalt         |
| SLN       | Landkreis Altenburger Land                                  | SchmölLN               | Thüringen              |
| SLS       | Landkreis Saarlouis                                         | SaarLouiS              | Saarland               |
| SLÜ       | Main-Kinzig-Kreis ohne die Stadt Hanau                      | SchLÜchtern            | Hessen                 |
| SLZ       | Wartburgkreis                                               | SaLZungen              | Thüringen              |
| SM        | Landkreis Schmalkalden-Meiningen                            | SchMalkalden           | Thüringen              |
| SMÜ       | Landkreis Augsburg                                          | SchwabMÜnchen          | Bayern                 |
| SN        | Stadt Schwerin                                              | SchweriN               | Mecklenburg-Vorpommern |
| SO        | Kreis Soest                                                 | SOest                  | Nordrhein-Westfalen    |
| SOB       | Landkreis Neuburg-Schrobenhausen                            | SchrOBenhausen         | Bayern                 |
| SOG       | Landkreis Weilheim-Schongau                                 | SchOnGau               | Bayern                 |
| SOK       | Saale-Orla-Kreis                                            | Saale-Orla-Kreis       | Thüringen              |
| SÖM       | Landkreis Sömmerda                                          | SÖMmerda               | Thüringen              |
| SON       | Landkreis Sonneberg                                         | SONneberg              | Thüringen              |
| SP        | Stadt Speyer                                                | SPeyer                 | Rheinland-Pfalz        |
| SPB       | Landkreis Spree-Neiße                                       | SPremBerg              | Brandenburg            |
| SPN       | Landkreis Spree-Neiße                                       | SPree, Neiße           | Brandenburg            |
| SR        | Landkreis Straubing-Bogen (AA–ZZ 1–999)                     | StRaubing              | Bayern                 |
| SR        | Stadt Straubing (A–Z 1–9999)                                | StRaubing              | Bayern                 |
| SRB       | Landkreis Märkisch-Oderland                                 | StRausBerg             | Brandenburg            |
| SRO       | Saale-Holzland-Kreis                                        | StadtROda              | Thüringen              |
| ST        | Kreis Steinfurt                                             | STeinfurt              | Nordrhein-Westfalen    |
| STA       | Landkreis Starnberg                                         | STArnberg              | Bayern                 |
| STB       | Landkreis Ludwigslust-Parchim                               | STernBerg              | Mecklenburg-Vorpommern |
| STD       | Landkreis Stade                                             | STaDe                  | Niedersachsen          |
| STE       | Landkreis Lichtenfels                                       | STaffelstEin           | Bayern                 |
| STL       | Erzgebirgskreis                                             | STolLberg              | Sachsen                |
| SU        | Rhein-Sieg-Kreis                                            | SiegbUrg               | Nordrhein-Westfalen    |
| SUL       | Landkreis Amberg-Sulzbach                                   | SULzbach               | Bayern                 |
| SÜW       | Landkreis Südliche Weinstraße                               | SÜdliche Weinstraße    | Rheinland-Pfalz        |
| SW        | Stadt Schweinfurt (sonst)*                                  | SchWeinfurt            | Bayern                 |
| SW        | Landkreis Schweinfurt (AA–ZZ 100–9999)*                     | SchWeinfurt            | Bayern                 |
| SWA       | Rheingau-Taunus-Kreis                                       | SchWAlbach             | Hessen                 |
| SY        | Landkreis Diepholz                                          | SYke                   | Niedersachsen          |
| SZ        | Stadt Salzgitter                                            | SalZgitter             | Niedersachsen          |
| SZB       | Erzgebirgskreis                                             | SchwarZenBerg          | Sachsen                |

### T
| Rövidítés | Város/Járás                              | a rövidítés származása     | Tartomány              |
| --------- | ---------------------------------------- | -------------------------- | ---------------------- |
| TBB       | Main-Tauber-Kreis                        | TauBerBischofsheim         | Baden-Württemberg      |
| TDO       | Landkreis Nordsachsen                    | Torgau, Delitzsch, Oschatz | Sachsen                |
| TE        | Kreis Steinfurt                          | TEcklenburg                | Nordrhein-Westfalen    |
| TET       | Landkreis Rostock                        | TETerow                    | Mecklenburg-Vorpommern |
| TF        | Landkreis Teltow-Fläming                 | Teltow, Fläming            | Brandenburg            |
| TG        | Landkreis Nordsachsen                    | TorGau                     | Sachsen                |
| THL       | Thüringen, Landesregierung und Landtag   | THüringer Landtag          | Thüringen              |
| THW       | Bundesanstalt Technisches Hilfswerk      | Technisches HilfsWerk      | bundesweit             |
| TIR       | Landkreis Tirschenreuth                  | TIRschenreuth              | Bayern                 |
| TO        | Landkreis Nordsachsen                    | Torgau, Oschatz            | Sachsen                |
| TÖL       | Landkreis Bad Tölz-Wolfratshausen        | TÖLz                       | Bayern                 |
| TP        | Landkreis Uckermark                      | TemPlin                    | Brandenburg            |
| TR        | Landkreis Trier-Saarburg und Stadt Trier | TRier                      | Rheinland-Pfalz        |
| TS        | Landkreis Traunstein                     | TraunStein                 | Bayern                 |
| TÜ        | Landkreis Tübingen                       | TÜbingen                   | Baden-Württemberg      |
| TUT       | Landkreis Tuttlingen                     | TUTtlingen                 | Baden-Württemberg      |

### U
| Rövidítés | Város/Járás                                               | a rövidítés származása | Tartomány              |
| --------- | --------------------------------------------------------- | ---------------------- | ---------------------- |
| UE        | Landkreis Uelzen                                          | UElzen                 | Niedersachsen          |
| UEM       | Landkreis Vorpommern-Greifswald ohne die Stadt Greifswald | UEckerMünde            | Mecklenburg-Vorpommern |
| UFF       | Landkreis Neustadt an der Aisch-Bad Windsheim             | UFFenheim              | Bayern                 |
| UH        | Unstrut-Hainich-Kreis                                     | Unstrut, Hainich       | Thüringen              |
| UL        | Stadt Ulm (sonst)*                                        | ULm                    | Baden-Württemberg      |
| UL        | Alb-Donau-Kreis (AA–MZ 100–999, NA–ZZ 100–9999 )*         | ULm                    | Baden-Württemberg      |
| UM        | Landkreis Uckermark                                       | UckerMark              | Brandenburg            |
| UN        | Kreis Unna                                                | UNna                   | Nordrhein-Westfalen    |
| USI       | Hochtaunuskreis                                           | USIngen                | Hessen                 |

### V
| Rövidítés | Város/Járás                                                   | a rövidítés származása | Tartomány              |
| --------- | ------------------------------------------------------------- | ---------------------- | ---------------------- |
| V         | Vogtlandkreis                                                 | Vogtland               | Sachsen                |
| VAI       | Landkreis Ludwigsburg                                         | VAIhingen an der Enz   | Baden-Württemberg      |
| VB        | Vogelsbergkreis                                               | VogelsBerg             | Hessen                 |
| VEC       | Landkreis Vechta                                              | VEChta                 | Niedersachsen          |
| VER       | Landkreis Verden                                              | VERden                 | Niedersachsen          |
| VG        | Landkreis Vorpommern-Greifswald ohne die Stadt Greifswald     | Vorpommern, Greifswald | Mecklenburg-Vorpommern |
| VIB       | Landkreis Landshut (ohne B, G, I, O und Q 1–9999)             | VIlsBiburg             | Bayern                 |
| VIB       | Landkreis Mühldorf a.Inn (G 1–9999)                           | VIlsBiburg             | Bayern                 |
| VIB       | Landkreis Rottal-Inn (B, I, O und Q 1–999)                    | VIlsBiburg             | Bayern                 |
| VIE       | Kreis Viersen                                                 | VIErsen                | Nordrhein-Westfalen    |
| VIT       | Landkreis Regen                                               | VIechTach              | Bayern                 |
| VK        | Stadt Völklingen (Mittelstadt im Regionalverband Saarbrücken) | VölKlingen             | Saarland               |
| VOH       | Landkreis Neustadt an der Waldnaab                            | VOHenstrauß            | Bayern                 |
| VR        | Landkreis Vorpommern-Rügen ohne die Stadt Stralsund           | Vorpommern, Rügen      | Mecklenburg-Vorpommern |
| VS        | Schwarzwald-Baar-Kreis                                        | Villingen-Schwenningen | Baden-Württemberg      |

### W
| Rövidítés | Város/Járás                                                         | a rövidítés származása                   | Tartomány              |
| --------- | ------------------------------------------------------------------- | ---------------------------------------- | ---------------------- |
| W         | Stadt Wuppertal                                                     | Wuppertal                                | Nordrhein-Westfalen    |
| WA        | Landkreis Waldeck-Frankenberg                                       | WAldeck                                  | Hessen                 |
| WAF       | Kreis Warendorf                                                     | WArendorF                                | Nordrhein-Westfalen    |
| WAK       | Wartburgkreis                                                       | WArtburgKreis                            | Thüringen              |
| WAN       | Stadt Herne                                                         | WANne                                    | Nordrhein-Westfalen    |
| WAT       | Stadt Bochum                                                        | WATtenscheid                             | Nordrhein-Westfalen    |
| WB        | Landkreis Wittenberg                                                | WittenBerg                               | Sachsen-Anhalt         |
| WBS       | Landkreis Eichsfeld                                                 | WorBiS                                   | Thüringen              |
| WDA       | Landkreis Zwickau                                                   | WerDAu                                   | Sachsen                |
| WE        | Stadt Weimar                                                        | WEimar                                   | Thüringen              |
| WEL       | Landkreis Limburg-Weilburg                                          | WEiLburg                                 | Hessen                 |
| WEN       | Stadt Weiden in der Oberpfalz                                       | WEideN                                   | Bayern                 |
| WER       | Landkreis Augsburg (A–Z 7000–9999 und YA–YZ 1–999)                  | WERtingen                                | Bayern                 |
| WER       | Landkreis Dillingen an der Donau (sonst)                            | WERtingen                                | Bayern                 |
| WES       | Kreis Wesel                                                         | WESel                                    | Nordrhein-Westfalen    |
| WF        | Landkreis Wolfenbüttel                                              | WolFenbüttel                             | Niedersachsen          |
| WHV       | Stadt Wilhelmshaven                                                 | WilhelmsHaVen                            | Niedersachsen          |
| WI        | Stadt Wiesbaden                                                     | WIesbaden                                | Hessen                 |
| WIL       | Landkreis Bernkastel-Wittlich                                       | WIttLich                                 | Rheinland-Pfalz        |
| WIS       | Landkreis Nordwestmecklenburg                                       | WISmar                                   | Mecklenburg-Vorpommern |
| WIT       | Ennepe-Ruhr-Kreis                                                   | WITten                                   | Nordrhein-Westfalen    |
| WIZ       | Werra-Meißner-Kreis                                                 | WItZenhausen                             | Hessen                 |
| WK        | Landkreis Ostprignitz-Ruppin                                        | WittstocK                                | Brandenburg            |
| WL        | Landkreis Harburg                                                   | Winsen (Luhe)                            | Niedersachsen          |
| WLG       | Landkreis Vorpommern-Greifswald ohne die Stadt Greifswald           | WoLGast                                  | Mecklenburg-Vorpommern |
| WM        | Landkreis Weilheim-Schongau                                         | WeilheiM                                 | Bayern                 |
| WMS       | Landkreis Börde                                                     | WolMirStedt                              | Sachsen-Anhalt         |
| WN        | Rems-Murr-Kreis                                                     | WaiblingeN                               | Baden-Württemberg      |
| WND       | Landkreis St. Wendel                                                | WeNDel                                   | Saarland               |
| WO        | Stadt Worms                                                         | WOrms                                    | Rheinland-Pfalz        |
| WOB       | Stadt Wolfsburg                                                     | WOlfsBurg                                | Niedersachsen          |
| WOH       | Landkreis Kassel                                                    | WOlfHagen                                | Hessen                 |
| WOL       | Landkreis Freudenstadt (A bis E 9000–9999)                          | WOLfach                                  | Baden-Württemberg      |
| WOL       | Ortenaukreis (sonst)                                                | WOLfach                                  | Baden-Württemberg      |
| WOR       | Landkreis Bad Tölz-Wolfratshausen (sonst)                           | WOlfRatshausen                           | Bayern                 |
| WOR       | Landkreis München (F und O 10–9999)                                 | WOlfRatshausen                           | Bayern                 |
| WOR       | Landkreis Starnberg (B und G 10–9999)                               | WOlfRatshausen                           | Bayern                 |
| WOS       | Landkreis Freyung-Grafenau                                          | WOlfStein                                | Bayern                 |
| WR        | Landkreis Harz                                                      | WernigeRode                              | Sachsen-Anhalt         |
| WRN       | Landkreis Mecklenburgische Seenplatte ohne die Stadt Neubrandenburg | WaReN                                    | Mecklenburg-Vorpommern |
| WS        | Landkreis Mühldorf a.Inn (Q 1–9999, QA bis QZ 1–9999)               | WasSerburg                               | Bayern                 |
| WS        | Landkreis Rosenheim (sonst)                                         | WasSerburg                               | Bayern                 |
| WSF       | Burgenlandkreis                                                     | WeisSenFels                              | Sachsen-Anhalt         |
| WST       | Landkreis Ammerland                                                 | WesterSTede                              | Niedersachsen          |
| WSW       | Landkreis Görlitz                                                   | WeisSWasser                              | Sachsen                |
| WT        | Landkreis Waldshut                                                  | WaldshuT                                 | Baden-Württemberg      |
| WTL       | Landkreis Osnabrück                                                 | WitTLage                                 | Niedersachsen          |
| WTM       | Landkreis Wittmund                                                  | WitTMund                                 | Niedersachsen          |
| WÜ        | Stadt Würzburg (AA–NZ 100–9999 und OA–ZZ 100–999)*                  | WÜrzburg                                 | Bayern                 |
| WÜ        | Landkreis Würzburg (sonst)*                                         | WÜrzburg                                 | Bayern                 |
| WUG       | Landkreis Weißenburg-Gunzenhausen                                   | WeißenbUrG                               | Bayern                 |
| WÜM       | Landkreis Cham                                                      | WaldMÜnchen (mit einem Buchstabendreher) | Bayern                 |
| WUN       | Landkreis Wunsiedel im Fichtelgebirge                               | WUNsiedel                                | Bayern                 |
| WUR       | Landkreis Leipzig                                                   | WURzen                                   | Sachsen                |
| WW        | Westerwaldkreis                                                     | WesterWald                               | Rheinland-Pfalz        |
| WZ        | Stadt Wetzlar (Sonderstatusstadt im Lahn-Dill-Kreis)                | WetZlar                                  | Hessen                 |
| WZL       | Landkreis Börde                                                     | WanZLeben                                | Sachsen-Anhalt         |

### X
| Rövidítés | Város/Járás                          | a rövidítés származása | Tartomány  |
| --------- | ------------------------------------ | ---------------------- | ---------- |
| X         | Internationale Hauptquartiere (NATO) | willkürlich gewählt    | bundesweit |

### Y
| Rövidítés | Város/Járás | a rövidítés származása | Tartomány  |
| --------- | ----------- | --- | ---------- |
| Y         | Bundeswehr  | „Y“ wurde genommen, da es bei Gründung der Bundeswehr noch frei war. „BW“ o. Ä. war bereits vergeben. (BW = Bundes-Wasserstraßen-Verwaltung) | bundesweit |

### Z
| Rövidítés | Város/Járás                         | a rövidítés származása | Tartomány       |
| --------- | ----------------------------------- | ---------------------- | --------------- |
| Z         | Landkreis Zwickau                   | Zwickau                | Sachsen         |
| ZE        | Landkreis Anhalt-Bitterfeld         | ZErbst                 | Sachsen-Anhalt  |
| ZEL       | Landkreis Cochem-Zell               | ZELl                   | Rheinland-Pfalz |
| ZI        | Landkreis Görlitz                   | ZIttau                 | Sachsen         |
| ZIG       | Schwalm-Eder-Kreis                  | ZIeGenhain             | Hessen          |
| ZP        | Erzgebirgskreis                     | ZschoPau               | Sachsen         |
| ZR        | Landkreis Greiz                     | ZeulenRoda             | Thüringen       |
| ZW        | Stadt Zweibrücken (sonst)           | ZWeibrücken            | Rheinland-Pfalz |
| ZW        | Landkreis Südwestpfalz (AA–ZZ 1–99) | ZWeibrücken            | Rheinland-Pfalz |
| ZZ        | Burgenlandkreis                     | ZeitZ                  | Sachsen-Anhalt  |

* Kivétel: B, F, G, I, O und Q

## Kapcsolódó szócikk
- Az Európai Unió forgalmi rendszámai